# 富尔诺勒
富尔诺勒（法語：Fournols，法語發音：[fuʁnɔl]）是法国多姆山省的一个市镇，属于昂贝尔区。

## 地理
富尔诺勒（45°31'2"N, 3°35'18"E）面积29.02 平方千米，位于法国奥弗涅-罗讷-阿尔卑斯大区多姆山省，该省份为法国中南部省份，北起阿列省接壤，东临卢瓦尔省，南至上盧瓦爾省和康塔爾省，西接科雷兹省和克勒兹省。
与富尔诺勒接壤的市镇（或旧市镇、城区）包括：艾克斯拉法耶特、多洛尔河畔尚邦、埃尚德利、勒莫内斯捷、圣阿芒罗什萨维讷、圣埃卢瓦-拉格拉西耶尔、圣日耳曼莱尔姆。

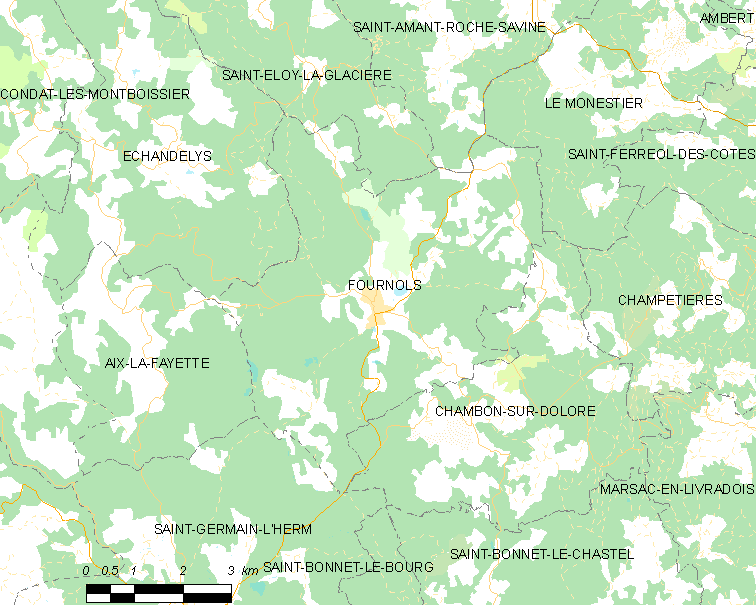
富尔诺勒的OSM定位图

富尔诺勒的时区为UTC+01:00、UTC+02:00（夏令时）。

## 行政
富尔诺勒的邮政编码为63980，INSEE市镇编码为63162。

## 政治
富尔诺勒所属的省级选区为利夫拉杜瓦山县。

## 人口

1962-2008年间富尔诺勒人口变化图示

富尔诺勒于2022年1月1日时的人口数量为315人。